# Slag bij Gravelotte

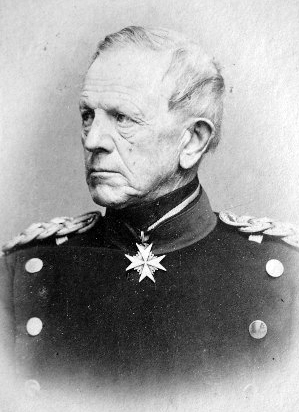
Generaal-veldmaarschalk von Moltke

Maarschalk Bazaine

De Slag bij Gravelotte (18 augustus 1870), ook wel Slag bij Metz of  Slag bij Saint-Privat genoemd, was een veldslag in de Frans-Duitse Oorlog genoemd naar Gravelotte, een dorp in Lotharingen tussen Metz en de gevormde Frans-Duitse grens.
Hoewel in cijfers de Fransen deze overwinning claimden, was de slag bij Gravelotte toch vooral een strategische overwinning voor Pruisen en zijn bondgenoten.

## De Pruisische generale staf
Een van de redenen voor de Duitse suprematie was het bestaan van de Pruisische generale staf die onder bevel stond van generaal-veldmaarschalk Helmuth Karl Bernhard von Moltke. Moltke was van de overtuiging dat oorlog een wetenschappelijke aangelegenheid was. Het voortdurend bestuderen van de eigen troepen en het vergelijken met de vijandelijke troepen was de absolute prioriteit. Zo wist men bijvoorbeeld dat het Franse geweer, de chassepot, een draagkracht had die bijna 3 maal (1500 meter tegenover 600 meter) zo hoog lag als die van de Duitse Dreyse-geweren. Op het vlak van artillerie was de stalen Duitse achterlader dan weer superieur aan de bronzen Franse voorlader. Moltke hoopte dat dit laatste zijn mindere infanteriewapen zou compenseren.
Omdat Moltke met zijn benoeming als chef van de Pruisische generale staf hoger in de militaire hiërarchie kwam te staan dan de eigenlijke opperbevelhebber, koning Wilhelm I, kon hij naar eigen goeddunken het leger organiseren. Hij verdeelde het leger in drie delen: het eerste onder generaal Steinmetz, het tweede onder prins Frederik Karel van Pruisen en het derde onder Frederik III van Pruisen, de kroonprins van Pruisen.
De Fransen beschikten ook over een generale staf, maar dit stelde niet veel meer voor dan een groepje klerken en had militair gezien geen enkele meerwaarde.

## Voorgeschiedenis
Op 19 juli 1870 verklaarde Frankrijk, onder Napoleon III, formeel de oorlog aan de Duits-Pruisische coalitie. Op het moment van de verklaring was er in Frankrijk nog geen enkel korps in staat van paraatheid gebracht. Toch verzamelden 2 korpsen onder maarschalk Patrice de Mac Mahon bij Straatsburg en 5 korpsen (samen het Rijnleger) onder direct bevel van de keizer.
Omdat de grensgevechten in het voordeel van de Pruisen verliepen, beval de keizer op 7 augustus een algemene terugtrekking tot over de Moezel. Op 13 augustus, de dag dat François Achille Bazaine het bevel over het Rijnleger gekregen had, werd besloten terug te trekken op de linie achter de Maas nabij Verdun, 55 kilometer het achterland in. In de ochtend van 16 augustus werden de Fransen verrast door de evenzeer verraste voorste eenheden van het IIIe en Xe korps van het Tweede Leger. Hierop volgde de Slag bij Mars-la-Tour, die een inleiding vormde tot Gravelotte.

## Slag bij Gravelotte

### 17 augustus
Moltke concentreerde zijn strijdkrachten (188.000 soldaten) tegenover die van zijn Franse tegenstander (130.000). Zijn bedoeling was Bazaine naar het noorden te drijven indien zij zouden trachten te ontsnappen. Zo dreef hij de Fransen weg van Parijs. Als Bazaine anderzijds zou beslissen om stand te houden, zou hij voor de aanval kiezen.
De Franse linie ging van Sainte-Ruffine aan de Moezel tot aan Saint-Privat-la-Montagne. De linie was, gezien de aard van de plaats, in twee verdeeld waarbij de hoeve La Folie de denkbeeldige grens vormde. Naar het zuiden toe liep de linie over een beboste heuvelrug die zo'n zestig tot honderd meter boven de Moezel uittorende. De achterzijde werd beschermd door twee forten en aan de voorzijde de Mance. Naar het noorden lag een groot open terrein; een goede schutspositie maar de flank werd er enigszins door geïsoleerd.
Het Pruisische Eerste Leger (VIIe korps onder Zastrow) kreeg de opdracht de Moezel over te steken en de Fransen aan te vallen bij het Bois-de-Vaux terwijl het VIIIe korps, onder Goeben, zich in gereedheid bracht om op de 18de naar Gravelotte op te rukken. Het Tweede Leger zou een noordwaartse beweging maken. Het werd als volgt opgesteld; het IVe korps, onder Manstein, op rechts; het XIIe korps, onder de kroonprins van Saksen en de Gardetroepen onder prins August van Württemberg op links met het IIIe en Xe korps in reserve. Het IIe korps werd pas de 18de verwacht daar zij van Pont-à-Mousson moesten komen.

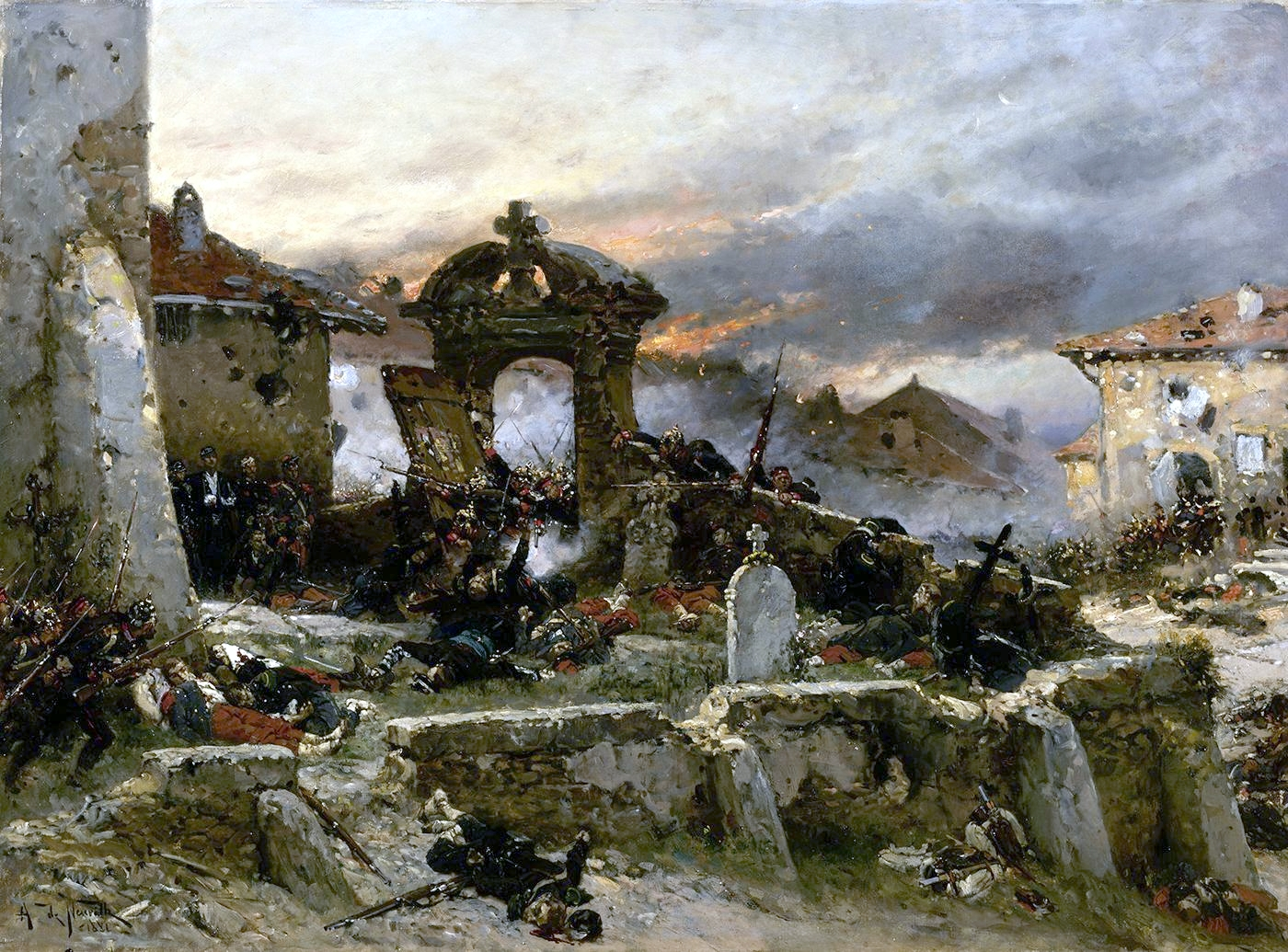
Veldslag bij het kerkhof van Saint-Privat.

### 18 augustus
Toen Frederik Karel 's ochtends vertrok in noordelijke richting, wist hij niet of hij bij contact met de Fransen naar links of rechts zou moeten zwenken. Dit kwam doordat er, om een nog onverklaarbare reden, geen verkenning had plaatsgevonden en de Pruisen dus niet zeker wisten wie waar gelegerd was. Toen hij om 10 uur de Franse linie bij Montigny-la-Grange in zicht kreeg, meende hij de rechterflank gevonden te hebben en koos voor een inwaartse beweging. Moltke beval het Eerste leger Gravelotte aan te vallen en het IXe korps moest ten oosten van Vernéville aanvallen. Het bericht dat de Fransen Saint-Privat in handen hadden, bracht vertraging met zich mee; het IXe korps moest wachten tot het XIIe korps en de Gardetroepen gearriveerd waren. Maar Manstein was met het IVe korps al ten aanval getrokken. Toen hij de Franse linie zag, won zijn onstuimigheid het van zijn rationele denken en beval hij een batterij het vuur te openen. De Fransen, die aanvankelijk verrast waren, reageerden onmiddellijk en effectief door Manstein met goed gerichte schoten te overladen. Hij liet toen zijn infanterie aantreden maar die werd tot staan gebracht door het chassepot-vuur. De artillerie nam hierna het gevecht weer over.
Generaal Goeben gaf zijn VIIIe korps de opdracht onmiddellijk het ravijn van de Mance-beek over te steken en de Fransen bij Moscou en Le Point-du-Jour aan te vallen. Deze boden echter zo veel weerstand dat iedere bestorming werd afgeslagen en dat er slechts een versterkte hoeve, Saint-Hubert, verloren ging. Na verscheidene aanvallen, en evenveel aftochten, liep de aanval van het Eerste Leger dood.
Frederik Karel was er ondertussen achter gekomen dat de werkelijke rechterflank van de Fransen zich bij Saint-Privat bevond. Manstein moest zijn verdere offensief beperken en de Gardetroepen moesten halt houden om te wachten op het XIIe korps. Om 3 uur begonnen de Gardetroepen, samen met het XIIe korps aan hun flankerende beweging rond de Franse rechterflank. Gesteund door artillerie werden de detachementen van maarschalk Canrobert uit Saint-Ail en Sainte-Marie-aux-Chênes verdreven. De artillerie van de Gardetroepen werd ten zuiden van het laatstgenoemde dorp gepositioneerd en de versterkingen (IIIe en IXe korps) ten noorden. Deze artillerieposities dwongen de Franse artillerie tot de aftocht.
De 180 vuurmonden werden nu geconcentreerd op Saint-Privat. Het XIIe korps trok op richting Roncourt om zo de Franse flank te omtrekken. Om 6 uur besloot August van Württemberg, om onduidelijke redenen en onder protest van generaal Von Pape, dat de Gardetroepen ingezet zouden worden bij een frontale aanval op Saint-Privat. De aanvalscolonne verspreidde zich en rukte op langs de glooiende helling die van Sainte-Marie-aux-Chênes tot aan Saint-Privat liep. Het resultaat was dat ze nu onder chassepot-vuur kwamen te liggen en dat er in 20 minuten tijd meer dan 8000 soldaten vielen. Ze konden het dorp tot op 400 meter naderen maar verder dan dit kwam er geen Pruisische soldaat.
Om 7 uur had het XIIe korps Roncourt veroverd en van daaruit werd Saint-Privat bestookt. Vanuit het westen deed de artillerie van de Gardetroepen hetzelfde. Nu het dorp in brand stond en hij langs 2 zijden onder vuur lag, had Canrobert 2 mogelijkheden: hij kon trachten stand te houden en hopen op versterking of het dorp ontruimen en zo aansluiting met de hoofdmacht in het zuiden trachten te maken. Hij koos voor de laatste optie. Een half uur later trokken de Gardetroepen en het XIIe korps, gevolgd door het Xe korps, het dorp met vliegende vaandels en slaande trom binnen. De chaos die hiermee gepaard ging, maakte het voor de Pruisen onmogelijk om een adequate achtervolging op touw te zetten. Canrobert trok zich terug richting Metz.
Koning Willem I was ondertussen aangekomen in Gravelotte en gaf maarschalk Steinmetz de toestemming om met het IIe korps van generaal Fransecky de hoogtes achter het dorp veilig te stellen. De aanvallers stuitten echter op zo'n hardnekkige weerstand dat ze werden teruggedreven in de vallei. Dit bracht verwarring en paniek in de gelederen die ervoor zorgde dat ze zelfs even onderling slaags raakten zonder het zelf te beseffen. De Franse stellingen werden ingenomen en om 9.30 klonk het bevel voor een staakt-het-vuren.

## Gevolgen
Deze slag maakte de Fransen pijnlijk duidelijk dat ze helemaal niet klaar waren voor een conflict van deze omvang en dat ze enkel hadden standgehouden dankzij de geologische voordelen die ze bij de ontplooiing van hun leger hadden gecreëerd.
Belangrijker was de het Franse leger nu de pas naar het westen was afgesneden. Op 19 augustus trok Bazaine zijn leger terug binnen het versterkte kamp bij Metz. Hij werd er belegerd en gaf zich op 29 oktober uiteindelijk over. 
Op de Oorlogsherdenkingsmunt voor de veldtochten van 1870 en 1871 werd na 1895 door de Duitse veteranen een speciale herinneringsgesp ter herinnering aan dit gevecht gedragen.